# Божислав (Білоґардський повіт)
Божислав (пол. Borzysław, нім. Burzlaff) — село в Польщі, у гміні Тихово Білоґардського повіту Західнопоморського воєводства.
Населення — 260 осіб (2011).
У 1975-1998 роках село належало до Кошалінського воєводства.

## Демографія
Демографічна структура станом на 31 березня 2011 року:
|          | Загалом | Допрацездатний вік | Працездатний вік | Постпрацездатний вік |
| -------- | ------- | ------------------ | ---------------- | -------------------- |
| Чоловіки | 142     | 49                 | 80               | 13                   |
| Жінки    | 118     | 30                 | 60               | 28                   |
| Разом    | 260     | 79                 | 140              | 41                   |